# Мельвіль Пупо
Мельві́ль Пупо́ (фр. Melvil Poupaud; нар. 26 січня 1973, Париж, Франція) — французький актор, режисер, кінооператор і музикант.

## Біографія

### Актор
Мельвіль Пупо народився 26 січня 1973 року в Парижі. Завдяки знайомству своєї матері Шанталь Пупо, пресс-атташе відомих кінорежисерів, з Раулем Руїсом у 10 років Мельвіль знявся в кіно, зігравши у фільмі «Місто піратів» свою першу роль дитини-диявола, маленького хлопчика з ангельським лицем, який є втіленням зла. Згодом Мельвіль знявся ще у восьми проектах Руїса. Після виходу" Міста піратів" Пупо на свій перший гонрар купив відеокамеру і став знімати домашнє кіно.
У 14 років в 1989 році Мельвіль Пупо був вперше номінований на французьку національну кінопремію «Сезар» як найкращий молодий актор за роль у фільмі «П'ятнадцятирічна дівчина», режисером якої виступив Жак Дуайон. У 1992 році актор знявся в ролі молодшого брата головної героїні в культовому фільмі Жана-Жака Ано «Коханець». Наступною знаменною роллю для нього стала роль Жермена у фільмі Лоранс Ферейри Барбоси «У звичайних людях немає нічого особливого» (1993), за яку отримав свою другу номінацію на «Сезара» в категорії «Найкращий молодий актор».
У середині 1990-х років Пупо знявся у фільмах Рауля Руїса «Три життя і одна смерть» (1995) разом з Марчелло Мастроянні, в «Генеалогії злочину» (1996) з Катрін Денев і в «Набутому часі» (1998) з Джоном Малковичем, Венсаном Пересом та Еммануель Беар. У 2003 році Пупо взяв участь у спільному франко-американському проекті «Розлучення» за участю Наомі Воттс, Кейт Гадсон, Жана-Марка Барра та Ромена Дюріса. Популярність до актора прийшла завдяки ролі фотографа-гея, який помирає від раку у фільмі 2005 року «Час прощання», зрежисованого Франсуа Озоном.
Після знятих кількох короткометражок, в яких Мельвіль Пупо виступав як сценарист, режисер, оператор і монтажер, у 2006 році він зняв свій перший повнометражний фільм «Мельвіль».
У 2016 році на екрани вийшла комедійна драма режисерки Жустін Тріє «У ліжку з Вікторією», де Мельвіль Пупо зіграв одну з головних чоловічих ролей, за яку втретє був номінований на премію «Сезар» 2017 року, цього разу в категорії за найкращу роль другого плану.

### Музикант
Брат Мельвіля Пупо Яроль, який з дитинства захоплювався музикою, став музикантом. Тривалий час Мельвіль був гітаристом в рок-групі брата «MUD». У 2002 році Мельвіль випустив свій сольний альбом «Un simple appareil» («Простий вигляд»), усі пісні до якого написав сам. Альбом був прийнятий непогано серед прихильників альтернативних жанрів французької музики і «нувель сен».

## Фільмографія (вибіркова)
| Рік  |    | Українська назва                          | Оригінальна назва                          | Роль                                      |
| ---- | -- | ----------------------------------------- | ------------------------------------------ | ----------------------------------------- |
| 1983 | ф  | Місто піратів                             | La ville des pirates                       | Мало, хлопець                             |
| 1985 | ф  | Безсонний на мосту Альма                  | L'éveillé du pont de l'Alma                | Мішель                                    |
| 1985 | ф  | Острів скарбів                            | Treasure Island                            | Джим Гокінс                               |
| 1986 | ф  | У дзеркалі                                | Dans un miroir                             |                                           |
| 1988 | кф | Три дні                                   | 3 jours...                                 | Мельвіль                                  |
| 1989 | ф  | П'ятнадцятирічна                          | La fille de 15 ans                         | Тома                                      |
| 1991 | ф  | Коханець                                  | L'amant                                    | молодший брат                             |
| 1992 | ф  | Архіпелаг                                 | Archipel                                   | Мішель                                    |
| 1993 | ф  | У звичайних людях немає нічого особливого | Les gens normaux n'ont rien d'exceptionnel | Жермен                                    |
| 1993 | ф  | На прекрасній зірці                       | À la belle étoile                          | Матьє                                     |
| 1994 | ф  | Фаду мажор і мінор                        | Fado majeur et mineur                      | Антуан                                    |
| 1994 | ф  | Еліза                                     | Élisa                                      | син фармацевта                            |
| 1994 | с  | 3000 сценаріїв проти вірусу               | 3000 scénarios contre un virus             |                                           |
| 1995 | кф | Бульвар МакДональд                        | Boulevard Mac Donald                       |                                           |
| 1995 | ф  | Безневинна брехня                         | Innocent Lies                              | Луї Бернар                                |
| 1995 | ф  | Найпрекрасніший вік                       | Le plus bel âge...                         | Аксель                                    |
| 1995 | тф | Життя Маріанни                            | La vie de Marianne                         | Валвіль                                   |
| 1995 | кф | Сільська різанина бензопилою              | Hillbilly Chainsaw Massacre                |                                           |
| 1996 | ф  | Щоденник спокусника                       | Le journal du séducteur                    | Грегуар                                   |
| 1996 | ф  | Три життя і одна смерть                   | Trois vies et une seule mort               | Мартін                                    |
| 1996 | ф  | Літня казка                               | Conte d'été                                | Гаспар                                    |
| 1996 | ф  | Сувенір                                   | Souvenir                                   | Шарль                                     |
| 1997 | ф  | Генеалогія злочину                        | Généalogies d'un crime                     | Рене                                      |
| 1997 | ф  | Стріляючі зірки                           | Le ciel est à nous                         | Ленні                                     |
| 1997 | ф  | Маріанна                                  | Marianne                                   | Валвіль                                   |
| 1998 | ф  | Викрадачі                                 | Les kidnappeurs                            | Анрман Карпентьє                          |
| 1999 | ф  | Набутий час                               | Le Temps retrouvé                          | принц де Фуа                              |
| 2000 | ф  | Корінь серця                              | A Raiz do Coração                          | Вісенте Корво                             |
| 2000 | ф  | Любовна битва уві сні                     | Combat d'amour en songe                    | Поль / син Маріані / Луп / молодий батько |
| 2000 | ф  | Темна кімната                             | La chambre obscure                         | Бертран                                   |
| 2001 | ф  | Королеви на один день                     | Reines d'un jour                           | Бен                                       |
| 2003 | ф  | Готель «Чимкент»                          | Shimkent hôtel                             | Алекс                                     |
| 2003 | ф  | Розлучення                                | Le divorce                                 | Шарль-Анрі де Персан                      |
| 2003 | ф  | Почуття                                   | Les sentiments                             | Франсуа                                   |
| 2004 | кф | Внутрішній світ                           | Monde extérieur                            | Режіс                                     |
| 2004 | ф  | Я до ваших послуг                         | Je suis votre homme                        | Бруно                                     |
| 2004 | кф | Хто вбив Джонні Мака                      | Qui a tué Johnny Mac?                      | Джонні Мак                                |
| 2005 | ф  | Час прощання                              | Le Temps qui reste                         | Ромен                                     |
| 2006 | ф  | Мельвіль                                  | Melvil                                     | Мельвіль                                  |
| 2007 | ф  | Кохання зі словником                      | Broken English                             | Жульєн                                    |
| 2007 | ф  | Загублений                                | Un homme perdu                             | Тома Коре                                 |
| 2007 | ф  | У напрямку до нуля                        | L'heure zéro                               | Гійом Невіль                              |
| 2008 | ф  | Відображення                              | The Broken                                 | Стефан Chambers                           |
| 2008 | ф  | Спіді Гонщик                              | Speed Racer                                | Джонні «Гудбой» Джонс                     |
| 2008 | ф  | Різдвяна казка                            | Un conte de Noël                           | Іван Вуйяр                                |
| 2008 | ф  | Злочини — це наш бізнес                   | Le crime est notre affaire                 | Фридерик Шарпентьє                        |
| 2009 | ф  | Притулок                                  | Le refuge                                  | Луї                                       |
| 2009 | ф  | 44 дюйми                                  | 44 Inch Chest                              | бабій                                     |
| 2009 | ф  | Щасливчик Люк                             | Lucky Luke                                 | Джессі Джеймс                             |
| 2010 | тф | Фальшивомонетники                         | Les faux-monnayeurs                        | Едуар                                     |
| 2010 | ф  | Чорні небеса                              | L'autre monde                              | Вінсент                                   |
| 2010 | ф  | Край                                      | La lisière                                 | Франсуа                                   |
| 2010 | ф  | Лісабонські таємниці                      | Mistérios de Lisboa                        | полковник Ернесто Лакроз                  |
| 2011 | с  | Таємниця Лісабона                         | Mistérios de Lisboa                        | Ернест Лакроз                             |
| 2011 | ф  | Сирітка без руки                          | L'orpheline avec en plus un bras en moins  | Робінсон                                  |
| 2011 | кф | Аргумент                                  | The Argument                               | чоловік                                   |
| 2012 | ф  | Лоранс у будь-якому випадку               | Laurence Anyways                           | Лоренс Алія                               |
| 2012 | ф  | Лінії Велінгтона                          | Linhas de Wellington                       | Марешель Массена                          |
| 2012 | с  | Лінії Велінгтона                          | As Linhas de Torres Vedras                 | Марешель Массена                          |
| 2014 | ф  | Фіделіо, або Одіссея Аліси                | Fidelio, l'odyssée d'Alice                 | Гаель                                     |
| 2015 | ф  | Велика гра                                | Le grand jeu                               | П'єр Блум                                 |
| 2015 | ф  | Шалене кохання                            | Fou d'amour                                | священик                                  |
| 2015 | ф  | Вниз головою                              | Tête baissée                               | Самі                                      |
| 2015 | ф  | Біля моря                                 | By the Sea                                 | Франсуа                                   |
| 2016 | ф  | У ліжку з Вікторією                       | Victoria                                   | Венсан Коссарскі                          |
| 2019 | ф  | З божої волі                              | Grâce à Dieu                               | Олександр Герен                           |
| 2022 | ф  |                                           | Un beau matin                              | Клемент                                   |
| 2023 | ф  | Жанна Дюбаррі                             | Jeanne du Barry                            | Гійом Дюбарі                              |
| 2023 | ф  | Щасливий випадок                          | Coup de Chance                             | Жан Фурньє                                |

## Визнання
| Нагороди та номінації Мельвіля Пупо     | Нагороди та номінації Мельвіля Пупо      | Нагороди та номінації Мельвіля Пупо       | Нагороди та номінації Мельвіля Пупо |
| Рік                                     | Категорія                                | Фільм                                     | Результат                           |
| --------------------------------------- | ---------------------------------------- | ----------------------------------------- | ----------------------------------- |
| Премія «Сезар»                          |                                          |                                           |                                     |
| 1990                                    | Найперспективніший актор                 | П'ятнадцятирічна                          | Номінація                           |
| 1994                                    | Найперспективніший актор                 | У звичайних людях немає нічого особливого | Номінація                           |
| 2017                                    | Найкращий актор другого плану            | У ліжку з Вікторією                       | Номінація                           |
| Берлінський міжнародний кінофестиваль   |                                          |                                           |                                     |
| 1998                                    | Нагорода «Падаюча зірка» (Shooting Star) | Нагорода «Падаюча зірка» (Shooting Star)  | Перемога                            |
| Міжнародний кінофестиваль у Вальядоліді |                                          |                                           |                                     |
| 2005                                    | Найкращий актор                          | Час прощання                              | Перемога                            |